# فريد لاكور
فريد لاكور (بالإنجليزية: Fred LaCour)‏ مواليد 7 فبراير 1938، كان لاعب كرة سلة أمريكي. بدأ مسيرته الاحترافية في سنة 1960. تم اختياره من قبل فريق أتلانتا هوكس خلال الدرافت. بلغ طوله 6 قدم 5 بوصة (2.0 م). اعتزل اللعب في 1964. لعب مع أتلانتا هوكس وغولدن ستايت ووريورز.

## روابط خارجية
- فريد لاكور على موقع إن بي أي (الإنجليزية)
- فريد لاكور على موقع سبورتس رفرنس (الإنجليزية)
- فريد لاكور على موقع كلية كرة السلة في سبورتس رفرنس.كوم (الإنجليزية)
- فريد لاكور على موقع ريلجم (الإنجليزية)
- فريد لاكور على موقع بروبوليرز (الإنجليزية)